# Ornithocheirus
Ornithocheirus (del grec ορνις (ornis), "au" i χειρ (cheir), "mà") és un gènere de pterosaurios pterodactiloideos de la família Ornithocheiridae. Va ser un pterosaure de dimensions descomunals que va habitar Sud-amèrica en el Cretaci Inferior, fa 125-110 milions d'anys.

## Descripció
Les escasses restes sobre Ornitocherius s'han trobat en la Formació Santana, un jaciment del Brasil, però es creu que, juntament amb Quetzalcoatlus, va ser un dels majors pterosaures que hagin existit, aconseguint una envergadura estimada de 12 metres i uns 3,5 m de longitud. Malgrat aquestes grans dimensions, es creu que Ornithocheirus pesava tan sols 70 quilograms, gràcies als seus oss buits i plens d'aire.